# Danilo Popivoda
Danilo Popivoda (né le 1er mai 1947 à Lovćenac en Yougoslavie, aujourd'hui en Serbie, et décédé le 9 septembre 2021) est un footballeur international yougoslave (appartenant à la communauté monténégrine[réf. nécessaire] de Slovénie).

## Biographie
Il a porté les couleurs de l'équipe de Yougoslavie dans les années 1970 (20 sélections et 5 buts entre 1972 et 1977). Il fit partie de la sélection yougoslave lors de la Coupe du monde 1974 en Allemagne. Il a également disputé les demi-finales de l'Euro 76 à domicile avec la Yougoslavie. Il a joué dans le club allemand de l'Eintracht Brunswick de 1975 à 1980.